# Лада (Чернівці)
Футбольний клуб «Лада» — український футбольний клуб з міста Чернівців. Існував з 1990 по 1995 роки.

## Історія
Футбольний клуб «Лада» було створено на зламі 80-х i 90-х років XX століття і представляв він підприємство «Лада Автосервіс».
У сезоні 1992/93 клуб дебютував у розіграші Кубка України та аматорському чемпіонаті України, де зайняв 3 місце. У наступному сезоні був другим у своїй групі, чим здобув право виступати на професіональному рівні. Клуб практично став фарм-клубом чернівецької «Буковини».
У 1994 році клуб стартував у третій лізі чемпіонату України. Однак після першого кола головний спонсор «Лада Автосервіс» припинив фінансування і клуб змушений був припинити подальші виступи. У матчах, що залишилися, клубу зараховано технічні поразки. Клуб було розформовано.

## Досягнення
Чемпіонат України серед аматорів
- Срібний призер (1): 1993/94
- Бронзовий призер (1): 1992/93

Чемпіонат Чернівецької області
- Чемпіон (3): 1991, 1992, 1993

## Всі сезони в незалежній Україні
| Сезон   | Чемпіонат | Чемпіонат | Чемпіонат | Чемпіонат | Чемпіонат | Чемпіонат | Чемпіонат | Чемпіонат | Кубок       | Кубок | Кубок | Кубок | Кубок | Кубок | Кубок | Примітка                                 |
| Сезон   | Ліга      | Місце     | І         | В         | Н         | П         | М         | О         | Етап        | І     | В     | Н     | П     | М     | О     | Примітка                                 |
| ------- | --------- | --------- | --------- | --------- | --------- | --------- | --------- | --------- | ----------- | ----- | ----- | ----- | ----- | ----- | ----- | ---------------------------------------- |
| 1992/93 | —         | —         | —         | —         | —         | —         | —         | —         | 1/32 фіналу | 2     | 1     | 0     | 1     | 2−5   | 2     |                                          |
| 1994/95 | Третя     | 20 з 22   | 42        | 7         | 5         | 30        | 21−32     | 26        | 1/32 фіналу | 2     | 1     | 0     | 1     | 2−3   | 2     | З 11 квітня 1995 року знялася із змагань |
| Всього  | Третя     | 1 сезон   | 42        | 7         | 5         | 30        | 21−32     | 19        | >2 сезони   | 4     | 2     | 0     | 2     | 4−8   | 4     |                                          |

## Відомі футболісти
- / Юрій Гій